# Tethya orphei
Tethya orphei är en svampdjursart som beskrevs av Sarà 1990. Tethya orphei ingår i släktet Tethya och familjen Tethyidae.
Artens utbredningsområde är havet kring Australien. Inga underarter finns listade i Catalogue of Life.